# CK Castellbisbal
CK Castellbisbal is een Spaanse korfbalvereniging uit Castellbisbal, in de regio Catalonië. 

## Geschiedenis
CK Castellbisbal is opgericht in 2006. 
Het eerste succes van de club was de deelname aan de Europa Shield in 2016. In dit internationale toernooi eindigde de ploeg op de zesde plaats.
Het eerste nationale succes kwam in 2018. De ploeg won hun eerste Spaanse titel, namelijk de zaaltitel. Hierdoor kreeg de ploeg de kans mee te doen aan de Europacup van 2019, echter strandde de ploeg in de kwalificatie van het eindtoernooi.

## Erelijst
- Spaans zaalkampioen, 1x (2018)